# Colorado Springs

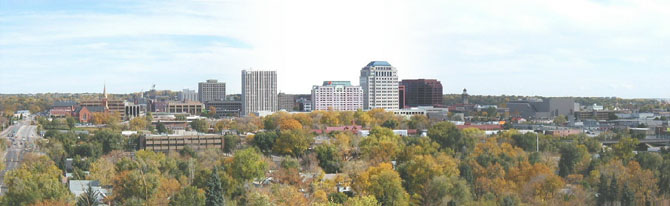
A városközpont látképe

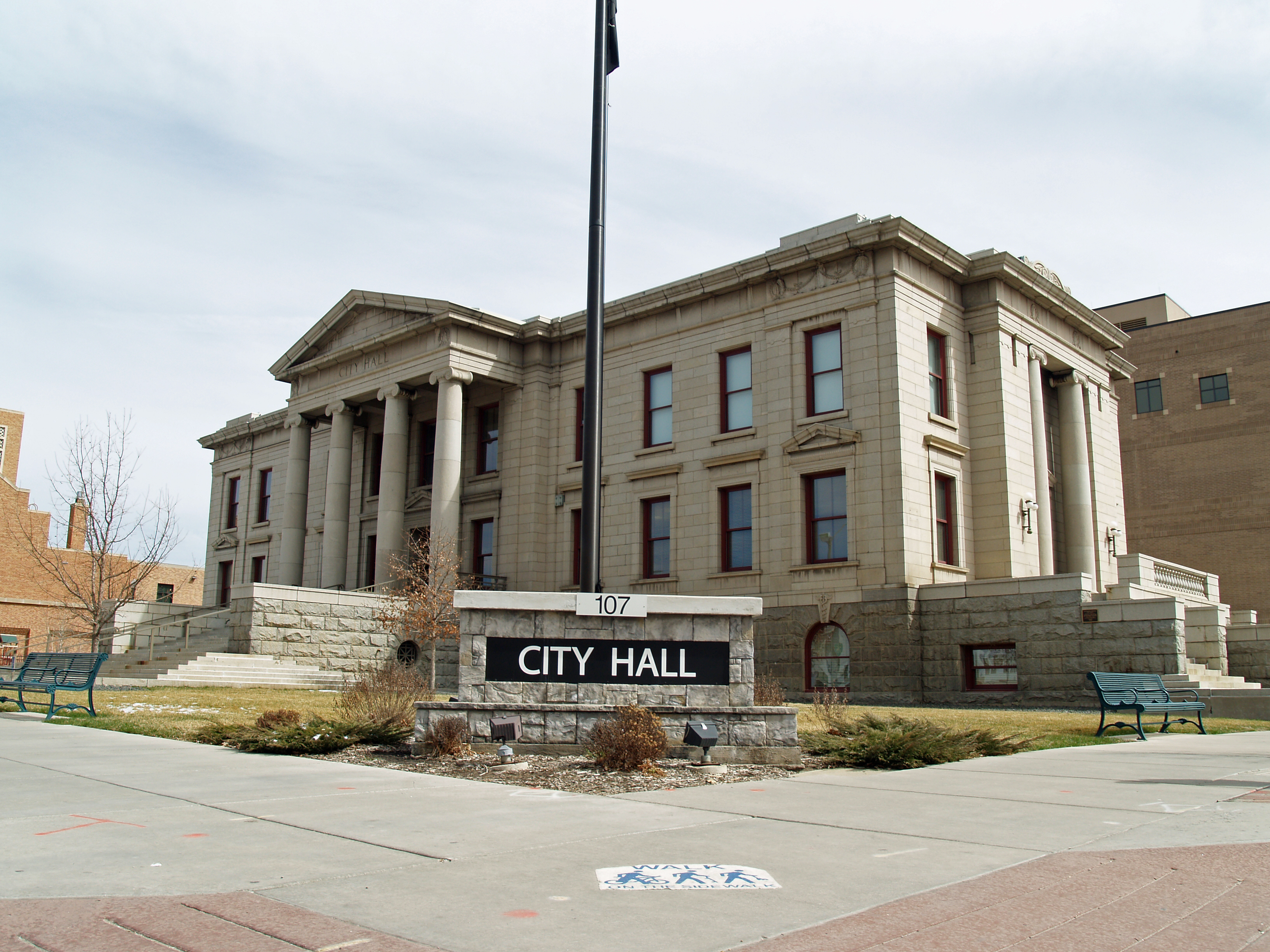
Colorado Springs városháza

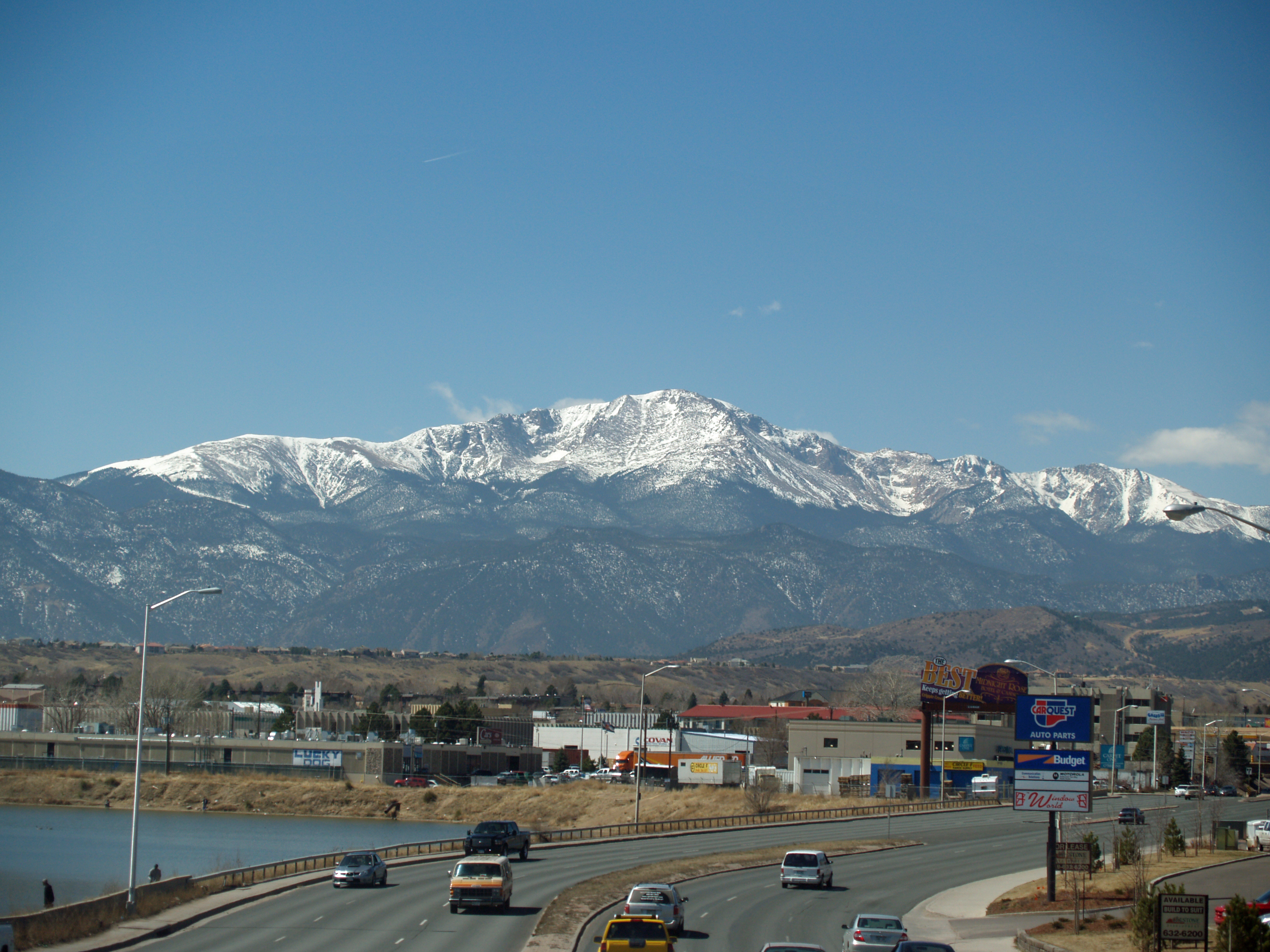
A Pikes Peak csúcsa a városból

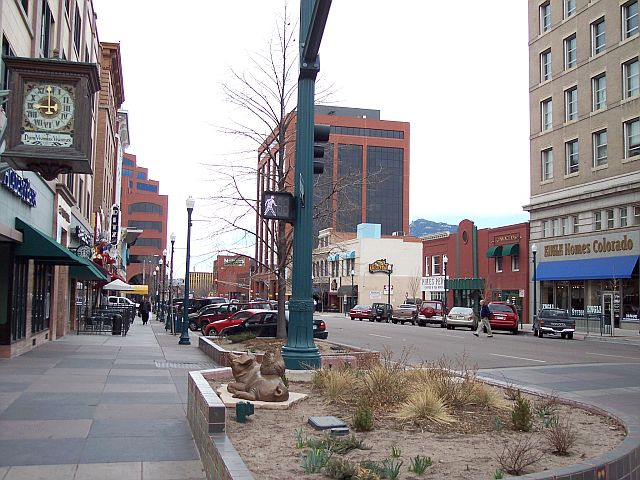
Colorado Springs belvárosa

Colorado Springs egy város az Amerikai Egyesült Államokban, Colorado államban.
Colorado Springs Colorado államban a második, El Paso megyében pedig a legnagyobb város. 376 427 lakosával az Egyesült Államokban a 47. helyet foglalja el a népességi listán.
Colorado Springs az állam földrajzi középpontjától keletre, Denver városától pedig 98 km-re, délre fekszik. 1839 méteres tengerszint feletti magasságával Colorado Springs 1 mérfölddel a tengerszint felett található, habár a város egyes területei jelentősen magasabbak. A város Amerika egyik leghíresebb hegyének – a Pikes Peaknek – lábánál fekszik, mely a déli Sziklás-hegység részét képezi.
Ma Colorado Springs sok olyan adottsággal rendelkezik, melyek egy modern város működéséhez elengedhetetlenek. A város rendelkezik parkokkal, kerékpár utakkal, nagyobb szabad területekkel, üzleti és gazdasági élettel, színházakkal és egyéb szórakoztatóipari egységekkel. A várost eredetileg egy elegáns üdülőhelyként alapították, azonban a közeli bányaipari központ (Old Colorado City) beleolvadt a városba és a turizmus is megmaradt. 2006 júliusában a Money magazin Colorado Springs-et a 300 000 fő feletti nagyváros kategóriában a legélhetőbb város címmel jutalmazta.

## Híres Colorado Springs-iek
- Talcott Parsons (1902–1979), szociológus
- Ancel Keys  (1904–2004), fiziológus
- Kelly Bishop (* 1944), színésznő
- Tom Hamilton (* 1951), basszusgitáros
- John Romero (* 1967), játéktervező és programozó

## Testvérvárosok
- Fudzsijosida, Japán (1962)
- Kaohsziung, Kínai Köztársaság (1983)
- Szmolenszk, Oroszország (1993)
- Biskek, Kirgizisztán (1994)
- Nuevo Casas Grandes, Mexikó (1996)
- Bankstown, Ausztrália (1999)

## Fordítás
Ez a szócikk részben vagy egészben  a   Colorado Springs, Colorado című angol Wikipédia-szócikk fordításán alapul.  Az eredeti cikk szerkesztőit annak laptörténete sorolja fel. Ez a jelzés csupán a megfogalmazás eredetét és a szerzői jogokat jelzi, nem szolgál a cikkben szereplő információk forrásmegjelöléseként.